# جان وسلی امرسون
جان وسلی امرسون (انگلیسی: John Wesley Emerson؛ ۲۶ ژوئیه ۱۸۳۲ – ۲۰ ژوئن ۱۸۹۹) کارآفرین، وکیل، نظامی، بازرگان و مدیر ارشد اجرایی آمریکایی بود، که در سال ۱۸۹۰ شرکت امرسون الکتریک را تأسیس نمود.